# Christa Dichgans
Christa Dichgans (Berlín, 6 de abril de 1940 - Berlín, 14 de julio de 2018) fue una pintora alemana, asociada con el movimiento del Arte pop.

## Biografía
Dichgans estudió en el Hochschule der Künste y en el Studienstiftung. En 1966 recibió la beca para la Academia Nacional Alemana y se trasladó a Nueva York, volviendo a Europa para vivir en Roma al siguiente año. Desde 1972, vivió en Berlín y La Haute Carpénée en el sur de Francia. Entre 1984 y 1988, trabajó como ayudante de Georg Baselitz en el Hochschule der Künste, Berlin.

## Colecciones públicas
Su trabajo se encuentra en varias colecciones públicas que incluyen:
- Kirchliches Museen Würzburg
- Kunstmuseum Bonn
- Kunstverein Schloß Wertingen
- Neue Nationalgalerie. Berlín
- Sammlung des Deutschen Bundestages, Berlín
- Städtische Galerie Viersen